# (232949) Muhina
(232949) Muhina est un astéroïde de la ceinture principale.

## Description
(232949) Muhina est un astéroïde de la ceinture principale. Il fut découvert le 1er mars 2005 à l'observatoire d'Épendes (proche de Marly, lieu recensé officiellement). Il présente une orbite caractérisée par un demi-grand axe de 3,08 UA, une excentricité de 0,19 et une inclinaison de 1,6° par rapport à l'écliptique.

## Compléments